# Ma Chau
Ma Chau (kinesiska: 孖洲) är en ö i Hongkong (Kina). Den ligger i den västra delen av Hongkong. 